# Jun'ichi Miyashita (nuotatore)
Jun'ichi Miyashita (宮下 純一?, Miyashita Jun'ichi; Kagoshima, 17 ottobre 1983) è un ex nuotatore giapponese.

## Palmarès
- Olimpiadi

Pechino 2008: bronzo nella 4x100m misti.
- Giochi asiatici

Doha 2006: oro nei 100m dorso e nella 4x100m misti.